# عيب الفوهة الأولية للحاجز الأذيني
عيب الفوهة الأولية للحاجز الأذيني (والمعروف أيضًا باسم عيب الوسادة الشغافية) هو عيب في الحاجز الأذيني على مستوى صمامات الدسام ثلاثي الشرف والدسام التاجي. ويُعرف هذا في بعض الأحيان على أنه عيب في الوسادة الشغافية لأنه غالبًا ما ينطوي على وسادة الشغاف، وهي الجزء من القلب الذي يلتقي عنده الحاجز الأذيني بالحاجز البطيني ويلتقي عنده الدسام التاجي بالدسام ثلاثي الشرف.
ترتبط عيوب الوسادة الشغافية بتشوهات الدسامات الأذينية البطينية (الدسام التاجي والدسام ثلاثي الشرف). وتشمل هذه العيوب الدسام التاجي المشقوق والدسام الأذيني البطيني المفرد (وهو دسام واحد كبير مشوه يتدفق في كل من البطين الأيمن والبطين الأيسر).
ويكون خلل الوسادة الشغافية الأكثر شيوعًا في العيوب الخلقية للقلب مقترنًا بـ متلازمة داون.

## التصنيف
أحيانًا يُصنف عيب الفوهة الأولية على أنه عيب في الحاجز الأذيني, ولكن التصنيف الأكثر شيوعًا هو أنه عيب الحاجز الأذيني البطيني

## وصلات خارجية
- Down's Heart Group UK National charity related to heart conditions associated with Down's Syndrome.